# Ytsinxcamal
Ytsinxcamal är ett slukhål i Mexiko.   Det ligger i delstaten Yucatán, i den östra delen av landet, 1 000 km öster om huvudstaden Mexico City. Ytsinxcamal ligger 10 meter över havet.
Terrängen runt Ytsinxcamal är mycket platt. Runt Ytsinxcamal är det glesbefolkat, med 16 invånare per kvadratkilometer. Närmaste större samhälle är Muna, 13,5 km söder om Ytsinxcamal. I omgivningarna runt Ytsinxcamal växer i huvudsak lövfällande lövskog.